# Луна (Нью-Мексико)
Луна (англ. Luna) — переписна місцевість (CDP) в США, в окрузі Катрон штату Нью-Мексико. Населення — 194 особи (2020).

## Географія
Луна розташована за координатами 33°49′3″ пн. ш. 108°56′28″ зх. д. / 33.81750° пн. ш. 108.94111° зх. д. (33.817550, -108.941249).  За даними Бюро перепису населення США в 2010 році переписна місцевість мала площу 14,41 км², з яких 14,39 км² — суходіл та 0,02 км² — водойми.

## Демографія
Згідно з переписом 2010 року, у переписній місцевості мешкало 158 осіб у 65 домогосподарствах у складі 50 родин. Густота населення становила 11 особа/км².  Було 144 помешкання (10/км²).
Расовий склад населення:
| - 91,8 % — білих - 3,2 % — осіб інших рас |

До двох чи більше рас належало 5,1 %. Частка іспаномовних становила 14,6 % від усіх жителів.
За віковим діапазоном населення розподілялося таким чином: 20,3 % — особи молодші 18 років, 55,6 % — особи у віці 18—64 років, 24,1 % — особи у віці 65 років та старші. Медіана віку мешканця становила 56,3 року. На 100 осіб жіночої статі у переписній місцевості припадало 110,7 чоловіків;  на 100 жінок у віці від 18 років та старших — 121,1 чоловіків також старших 18 років.
Цивільне працевлаштоване населення становило 0 осіб. 